# Navapolack
Navapolack (bjeloruski: Наваполацк, ruski: Новополоцк) - grad u Bjelorusiji.
Nalazi se u blizini grada Polocka, koji je manji, ali stariji. Navapolack nalazi se u Vitebskoj oblasti i ima oko 100,000 stanovnika.
Na današnjem mjestu grada, prvo je nastala nova rafinerija nafte, sa željom da bude dovoljno daleko od grada Polocka, kako ne bi došlo do zagađenja grada. Kasnije se odlučilo, da se dopusti izgradnja nekih stambenih zgrada u blizini industrijskih postrojenja. Osim novog stambenog naselja, otvorile su se i vatrogasna postaja, bolnica i škola. Tijekom godina, rastao je sve više novi grad Navapolack, usprkos opasnosti od zagađenosti. Ima 15 srednjih škola i mnogo vrtića.
S vremenom se spojio s Polockom putem državne ceste, željezničke pruge i tramvaja.
U gradu djeluje hokejaški klub "Chimik-SKA Navapolack" i nogometni klub "Naftan Navapolack".